# Remote (EP)
Remote é o terceiro extended play da banda norte-americana Wallows, lançado em 23 de outubro de 2020 pela gravadora Atlantic Records. O EP foi desenvolvido e gravado isoladamente devido à pandemia de COVID-19, sendo produzido pela própria banda com Sachi DiSerafino e John DeBold. Remote será o primeiro lançamento completo da banda desde o álbum de estreia Nothing Happens, lançado em março de 2019.

## Antecedentes e desenvolvimento
Em março de 2019, a banda lançou seu álbum de estreia intitulado Nothing Happens. A turnê em divulgação ao disco, intitulada Nothing Happens Tour, iniciou-se em 13 de fevereiro de 2020 em Birmingham, Estados Unidos e terminou em 2 de março do mesmo ano em Providence, nos Estados Unidos. Em agosto de 2020, a banda anunciou sua turnê mundial virtual, com quatro apresentações que foram gravadas no Roxy Theatre na Califórnia. Em setembro de 2020, eles anunciaram o nome e a data de lançamento do EP, e lançaram o primeiro single intitulado "Nobody Gets Me (Like You)".
O EP foi desenvolvido e gravado isoladamente devido à pandemia de COVID-19. Contém seis faixas, e todas foram produzidas pelos integrantes da banda com Sachi DiSerafino e John DeBold, exceto "Nobody Gets Me (Like You)" que foi produzida por Ariel Rechtshaid (Vampire Weekend, Haim e Adele).

## Lançamento e promoção
O EP será lançado 23 de outubro de 2020 pela Atlantic Records. A edição padrão será lançada em CD, download digital, streaming e vinil. A arte da capa foi ilustrada pelo designer gráfico esloveno Nejc Prah.

### Singles
"Nobody Gets Me (Like You)" foi lançada como o primeiro single do EP em 9 de setembro de 2020. O videoclipe foi lançado no mesmo dia, e foi dirigido por Dillon Dowdell.

## Lista de faixas
Lista de faixas adaptadas do Apple Music.
| N.º | Título                      | Compositor(es)                                | Produtor(es)     | Duração |  |
| 1.  | "Virtual Aerobics"          |                                               |                  | 2:02    |  |
| 2.  | "Dig What You Dug"          |                                               |                  |         |  |
| 3.  | "Nobody Gets Me (Like You)" | Braeden Lemasters Cole Preston Dylan Minnette | Ariel Rechtshaid | 2:37    |  |
| 4.  | "Coastlines"                |                                               |                  |         |  |
| 5.  | "Talk Like That"            |                                               |                  |         |  |
| 6.  | "Wish Me Luck"              |                                               |                  |         |  |

## Desempenho nas tabelas musicais
| Tabela musical (2020)          | Melhor posição |
| ------------------------------ | -------------- |
| Estados Unidos (Billboard 200) | 129            |

## Históricos de lançamentos
| Região | Data                  | Formato(s)                          | Gravadora | Ref.                |
| ------ | --------------------- | ----------------------------------- | --------- | ------------------- |
| Várias | 23 de outubro de 2020 | Download digital streaming CD vinil | Atlantic  | [ 1 ] [ 15 ] [ 16 ] |